# Ula splendissima
Ula splendissima är en tvåvingeart som beskrevs av Alexander 1950. Ula splendissima ingår i släktet Ula och familjen hårögonharkrankar.
Artens utbredningsområde är Myanmar. Inga underarter finns listade i Catalogue of Life.